# Agnieszka Dobrzyń
Agnieszka Dobrzyń (ur. 6 czerwca 1973) – polska profesor doktor habilitowana nauk biologicznych, dyrektor Instytutu Biologii Doświadczalnej im. Marcelego Nenckiego Polskiej Akademii Nauk (od 2018), członkini Polskiej Akademii Nauk (od 2022).

## Życiorys
Agnieszka Dobrzyń od 1992 do 1997 studiowała biologię na Uniwersytecie Warszawskim, uzyskując tytuł magistra. W 2001 uzyskała na Akademii Medycznej w Białymstoku stopień doktora nauk medycznych, dyscyplina biologia medyczna, specjalność biologia molekularna, na podstawie napisanej pod kierunkiem Jana Górskiego dysertacji Wpływ aktywności skurczowej na metabolizm ceramidów w mięśniach szkieletowych. W 2006 habilitowała się tamże w dziedzinie nauk medycznych, dyscyplina biologia medyczna, specjalność biologia molekularna, przedstawiwszy dzieło Rola desaturazy stearylo-CoA w regulacji metabolizmu lipidów. W 2015 otrzymała tytuł profesora nauk biologicznych.
W latach 1997–2001 związana zawodowo z Akademią Medyczną w Białymstoku. Od 2002 do 2006 była zatrudniona jako  Postdoctoral Fellow oraz Senior Postdoctoral Fellow na University of Wisconsin-Madison. Odbyła także krótkie staże w Uniwersytecie Münsterze (1997) oraz Szpitalu Uniwersyteckim w Wiedniu (2001). W 2007 rozpoczęła pracę w Instytucie Biologii Doświadczalnej im. Marcelego Nenckiego Polskiej Akademii Nauk jako Pracowni Sygnałów Komórkowych i Zaburzeń Metabolicznych. W 2018 roku została powołana na stanowisko dyrektora Instytutu, wybrana na kolejną kadencję w 2022.
Przedmiot jej badań obejmuje m.in. szlaki sygnałowe i zmiany w regulacji ekspresji genów charakterystycznych dla zaburzeń metabolizmu komórki i patogenezy cukrzycy. Jej prace pozwoliły na odkrycie nowego szlaku regulującego wydzielanie insuliny oraz na określenie mechanizmów adaptacji wysp trzustkowych do insulinooporności towarzyszącej rozwojowi cukrzycy typu 2. Autorka patentów dotyczących stworzenia metody wczesnej diagnostyki insulinooporności oraz nowych terapii cukrzycy. Członkini zespołu pracującego nad stworzeniem bionicznej trzustki.
Laureatka Nagrody Ministra Nauki i Szkolnictwa Wyższego za wybitne osiągnięcia naukowe (2016 i 2020).
Członkini korespondentka Polskiej Akademii Nauk oraz Komitetu Biologii Molekularnej Komórki i Komitetu Biochemii i Biofizyki PAN. Przewodnicząca International Conference on Bioscience of Lipids (ICBL).